# Sonia Rykiel
Sonia Rykiel, született Fils (Neuilly-sur-Seine, 1930. május 25. – Párizs, 2016. augusztus 25.) francia divattervező.

## Életpályája
Rykiel Párizs külvárosában Neuilly-sur-Seine-ben született lengyel anya és román apa 5 lánya közül a legidősebbikként. 17 éves korában kirakatrendezőként dolgozott egy párizsi textiláruházban. 1953-ban ment férjhez Sam Rykielhez, aki egy elegáns ruhákat forgalmazó butik tulajdonosa volt. 1962-ben, amikor gyereket várt, nem talált egyetlen eléggé lágy pulóvert sem, ezért férje egyik velencei beszállítójának segítségével tervezett magának pulóvereket és kismama-ruhákat. A pulóver szimbólumává vált, és 1967-ben már a "kötés királynőjének" nevezték. Első kreációjának a neve Poor boy Sweater (a szegény fiú pulóvere) volt, és férje Laura márkájának neve alatt kezdték forgalmazni. A ruhadarab az Elle magazin címlapjára is felkerült, ezzel hírnevet szerezve magának. A kötés mellett illatokat is tervezett.
Kötött darabjainak jellegzetessége volt a szegélyek elhagyása, a varrások pedig nem a ruhadara visszáján, hanem a színén voltak. Ő volt az első aki pulóverekre betűket, szavakat applikált. Általában véve kedveli a hosszú, testhezálló pulóvereket, a nagy felhajtható kézelőket és a hosszú sálakat. Színei rendszerint a bézs, szürke, sötétkék és a szénfekete.
Rykiel több könyvet is írt, többek között egy Divatmindentudót, és gyerekmeséket is. Az 1980-as években a 10 legelegánsabb nő között tartották számon. Bebizonyította, hogy a kötöttáruval mindenféle trendet lehet követni.
1995-ben Malcolm McLaren dalában működött közre, melynek címe Ki az ördög az a Sonia Rykiel?, a dal McLaren Paris című albumán jelent meg.
Rykiel és lánya Nathalie 2005 februárjában megnyitották első New York-i üzletüket, azóta újabbat nyitottak Bostonban és Guamon is. 2009 decemberében Rykiel és a H&M üzletlánc közös kollekciót mutatott be, a "Sonia Rykiel pour H&M"-et. 2010-ben rövid időre feltűnt a Bill Cunnungham's New York című filmben is. Fia Jean-Philippe Rykiel zeneszerző.

## Fordítás
Ez a szócikk részben vagy egészben  a   Sonia Rykiel című angol Wikipédia-szócikk ezen változatának fordításán alapul.  Az eredeti cikk szerkesztőit annak laptörténete sorolja fel. Ez a jelzés csupán a megfogalmazás eredetét és a szerzői jogokat jelzi, nem szolgál a cikkben szereplő információk forrásmegjelöléseként.